# Мармара, Пембе
Пембе Мармара (тур. Pembe Marmara, 25 декабря 1925 — 31 января 1984) — турко-кипрская поэтесса. Она относится к самым важным поэтам-туркам-киприотам 1940-х годов и является одной из первых поэтесс-турок-киприоток. На её поэзию сильно повлияло движение Гарип в Турции, и она писала сатирические произведения свободным стихом. Её поэзия также отличается от национализма, характерного для поэзии турок-киприотов того времени, вместо этого она больше сосредоточена на опыте турка-киприота.

## Жизнь
Мармара родилась в богатой семье Сарач, которая ведёт свое происхождение из Анатолии во время османского завоевания Кипра в 1571 году. Её отец, Юсуф Сарак Хусейн, был известен как Бакалейщик Хасан. Мармара начала своё образование в дошкольном учреждении Yenicami, после чего она поступила в начальную школу для девочек Ayasofya и среднюю школу для девочек Victoria. Затем она училась в Академии учителей и стала учителем начальных классов, работая в начальной школе Айясофия.
Первоначально она писала под такими псевдонимами, как Невин Нале, Гюлен Гайе, Лафазан Мечхул («неизвестный болтун»), Фунда и Фиртина, и даже в этих случаях испытывала большой страх преследования. Это произошло из-за того, что её отец и патриархальное общество в то время считали женскую поэзию скандальной и беспорядочной, а также из-за запрета британского колониального правительства государственным служащим публиковать письменные произведения, что стоило бы ей работы. По словам её сестры, их отец, прочитав в газете одно из стихотворений Мармары, которое она написала под псевдонимом, в раздражении ворвался к ним домой, сказав, что он прочитал стихотворение, написанное женщиной, и «небо упадёт им на головы», так как «у [этих] женщин не осталось стыда».
Её поэзия постепенно стала известна на Кипре и в Турции, её стихи были опубликованы в журналах I. ve II. Demet Şiir Seçkinleri на Кипре и Едигюн (Yedigün) в Турции. Однако подавляющее большинство её стихов было опубликовано в газетах турок-киприотов в период с 1944 по 1958 год. Она была одной из немногих видных женщин в обществе турок-киприотов в 1940-х годах, среди других были поэтесса Уркие Мине Балман, музыканты Камран Азиз и Тюркан Азиз и бизнесвумен Ведия Барут.
Вскоре она стала другом по переписке с поэтами в Турции. С Умитом Яшаром Огузджаном, одним из этих друзей по переписке, у неё завязался роман, который каждый из них выразил в своих стихах. Затем они обручились благодаря кольцу, которое Огузджан спрятал в книге, которую он послал ей. Отец Мармары был возмущён такой перспективой, но вынужден был уступить, когда его дочь перестала есть, отправив своего брата в Стамбул, чтобы увидеть Огузджана. Однако её брат пришёл с категорическим отказом от такой перспективы, заявив, что Огузджан был «толстым и заикающимся». Это психологически опустошило Мармару и повлияло на её поэзию.
Позже она вышла замуж за Седата Бейкера, психиатра, с которым они на некоторое время переехали в Стамбул. В 1960 году у неё родился сын Улус Бейкер, впоследствии известный социолог. Затем пара рассталась, а Бейкер был убит в Киринии из-за запретной любовной связи. Убитая горем Мармара вернулась в Стамбул с сыном. Позже у неё диагностировали рак, и она вернулась на Кипр. Она жила в доме на улице Абди Чавуш в городе-крепости Никосия и умерла там 31 января 1984 года.

## Поэзия
Пембе Мармара принадлежит к «поколению стихов 40-х годов» турко-кипрской литературы. Хотя её традиционно объединяли с другими поэтами-турками-киприотами в группу «романтик хеджечи» («романтические силлабисты»), у неё был особый стиль, на который больше повлияло движение поэтов Гарип в Турции во главе с Орханом Вели Каныком. Мармара широко использовала свободный стих в своей поэзии. По словам Тамера Онджула, который называет Мармару «одним из самых квалифицированных поэтов того периода», Мармара держалась подальше от других «романтических геджеджилеров» и выдающихся турко-кипрских поэтов своего времени, которые писали в националистическом издании Çığ иронические и сатирические стихи на социальные темы в свободном стихе, вдохновлённые движением Гарип и Назымом Хикметом. Онджул пишет, что Мармара «кажется, решила вопрос идентичности» в том смысле, что её поэзия «не является инструментом шовинизма» или «националистических проповедей», а предметом её стихов являются сами турки-киприоты. Однако, по словам Онджула, позже, после перерыва в писательстве, её стиль больше напоминает «геджеджилер», от которого она держалась подальше. Талят Саит Халман указывает в писательстве Мармары на конфликт между «периферией», её кипрской родиной и определённым направлением мысли, связанным с ней, и «метрополией», направлением мысли, которое было бы более приемлемым для литературных журналов в Стамбуле. Нериман Кахит называет Мармару поэтессой с «наибольшей долей киприотства» в своем творчестве среди выдающегося квартета писательниц её поколения, в который входят Пембе Мармара, Уркие Мине Балман, Некла Салих Суфи и Энгин Генюль (Эмине Октан). По словам Кахита, Мармара относится к числу первых поэтов-турок-киприотов, которые писали сатиру, заботясь как о личном, так и об общественном мировоззрении. Далее Кахит пишет, что её стихи всегда несут в себе «глубокую чувствительность», а также любовь, страх и боль, и что со временем, когда её переполняли социальные ожидания и традиционные ценности, её внимание сместилось с общественного на личное. Её стихи точно отражают развитие её жизни. Некоторые её стихи посвящены её роману с Огузджаном.
Илкнур Онол Яшар утверждает, что Мармара находилась под влиянием Данте Алигьери с точки зрения её взглядов на свою жизнь и смерть, о чём свидетельствует строка «Будет путешествие за пределы этого мира» в её стихотворении 1951 года «Йолджулук» («Путешествие»). В критической статье Хикмета Диздароглу, опубликованной в турецком журнале Oğuz в 1952 году о поэзии турок-киприотов, говорится, что Мармара использует язык «безупречно», а слова, которые демонстрируют некоторую «отчуждённость» в поэзии Энгин Генюль, «идеально вписываются» в поэзию Мармары. В статье стиль Мармары сравнивался с «мечтательным лиризмом» Халиде Нусрет Зорлутуны, также упоминается, что её стихотворение «Бахар» напоминает стихотворение Зорлутуны «Гит Бахар!».
У Мармары есть только одна книга, «Pembe Marmara — Şiirler», сборник её стихов с 1945 года, посмертно опубликованный в 1986 году её сестрой. Работа Мармары получила высокую оценку турецкого историка литературы Нихата Сами Банарлы. О поэзии сама Мармара сказала: «Поэзия — это поэзия только тогда, когда она омывает нашу душу дождём смысла и эмоций, я не делаю различий между стихами с рифмой или стихами свободного стиха, но я немного консервативна. Я ищу эмоции, смысл и чувства, музыку в поэзии».